# دون غودمان
دون غودمان (بالإنجليزية: Don Goodman)‏ (9 مايو 1966 في ليدز في المملكة المتحدة – )؛ هو لاعب كرة قدم سابق كان يلعب كمهاجم.

## وصلات خارجية
- دون غودمان على موقع رابطة كرة القدم اليابانية للمحترفين (اليابانية)
- دون غودمان على موقع قاعدة بيانات كرة القدم.إي يو (الإنجليزية)
- دون غودمان على موقع Soccerbase.com (لاعب) (الإنجليزية)
- دون غودمان على موقع عالم كرة القدم.نت (الإنجليزية)